# کوسکوس معمولی شمالی
کوسکوس معمولی شمالی (نام علمی: Phalanger orientalis) نام یک گونه از سرده پره‌کیسه‌دارها است.